# Vườn quốc gia Jaú
Vườn quốc gia Jaú (tiếng Bồ Đào Nha: Parque Nacional do Jaú), là một vườn quốc gia nằm gần sông Amazon thuộc tiểu bang Amazonas, Brasil.. Đây là một trong những khu bảo tồn lớn nhất Nam Mỹ và là một di sản thế giới được UNESCO công nhận vào năm 2000.

## Vị trí
Cái tên "Jaú" xuất phát từ tên của một trong những loài cá lớn nhất ở Brasil, Cá trê chấm vàng được gọi tên địa phương là Jaú. Và sau đó, dòng sông chính chảy qua vườn quốc gia cũng được đặt theo. Vườn quốc gia nằm trong Quần xã sinh vật Amazon thuộc vùng sinh thái Rừng ẩm Japurá-Solimões-Negro. Được thành lập vào ngày 24 tháng 9 năm 1980, tổng diện tích bảo vệ của nó là 2.367.333 hécta (5.849.810 mẫu Anh) và được bảo vệ bởi Viện bảo tồn đa dạng sinh học Chico Mendes (ICMBio). Về mặt hành chính, vườn quốc gia nằm trong các đô thị Barcelos, Codajás, Novo Airão của bang Amazonas.
Đây là một trong số những khu vực được bảo vệ lớn nhất Brasil. Nó nằm cách thành phố thủ phủ bang là Manaus 220 kilômét (140 mi) về phía tây bắc. Nó bao gồm toàn bộ lưu vực sông Jaú, giữa Sông Unini ở phía bắc và Carabinani ở phía nam. Cả ba con sông đều chảy về phía đông đổ vào bờ phải của Rio Negro. Phần phía đông của vườn quốc gia tiếp giáp với Khu bảo tồn khai khoáng Rio Unini cho tới phía bắc chạy dọc theo sông Unini. Về phía tây bắc của vườn quốc gia giới hạn bởi Khu bảo tồn Phát triển Bền vững Amanã. Về phía đông, gần Rio Negro là vườn bang Rio Negro.

## Bảo tồn
Vườn quốc gia được thành lập để bảo vệ hệ sinh thái của khu vực sông nước tối của Amazon, phục vụ cho giáo dục môi trường, tương tác với cộng đồng địa phương, du lịch bền vững và nghiên cứu. Đây là nhà của một số loài động vật bị đe dọa gồm Mèo đốm Margay, Báo đốm, Rái cá lớn Nam Mỹ, Lợn biển Amazon.
Năm 2000, vườn quốc gia này được UNESCO công nhận là Di sản thế giới. Nó trở thành một phần của Hành lang sinh thái trung tâm Amazon được thành lập vào năm 2002. Năm 2003, di sản này được mở rộng để bao gồm cả Vườn quốc gia Anavilhanas, Khu bảo tồn Phát triển Bền vững Amanã và Khu bảo tồn Phát triển Bền vững Mamirauá tạo thành Di sản thế giới lớn hơn có tên gọi là "Tổ hợp bảo tồn trung tâm Amazon".

## Hình ảnh

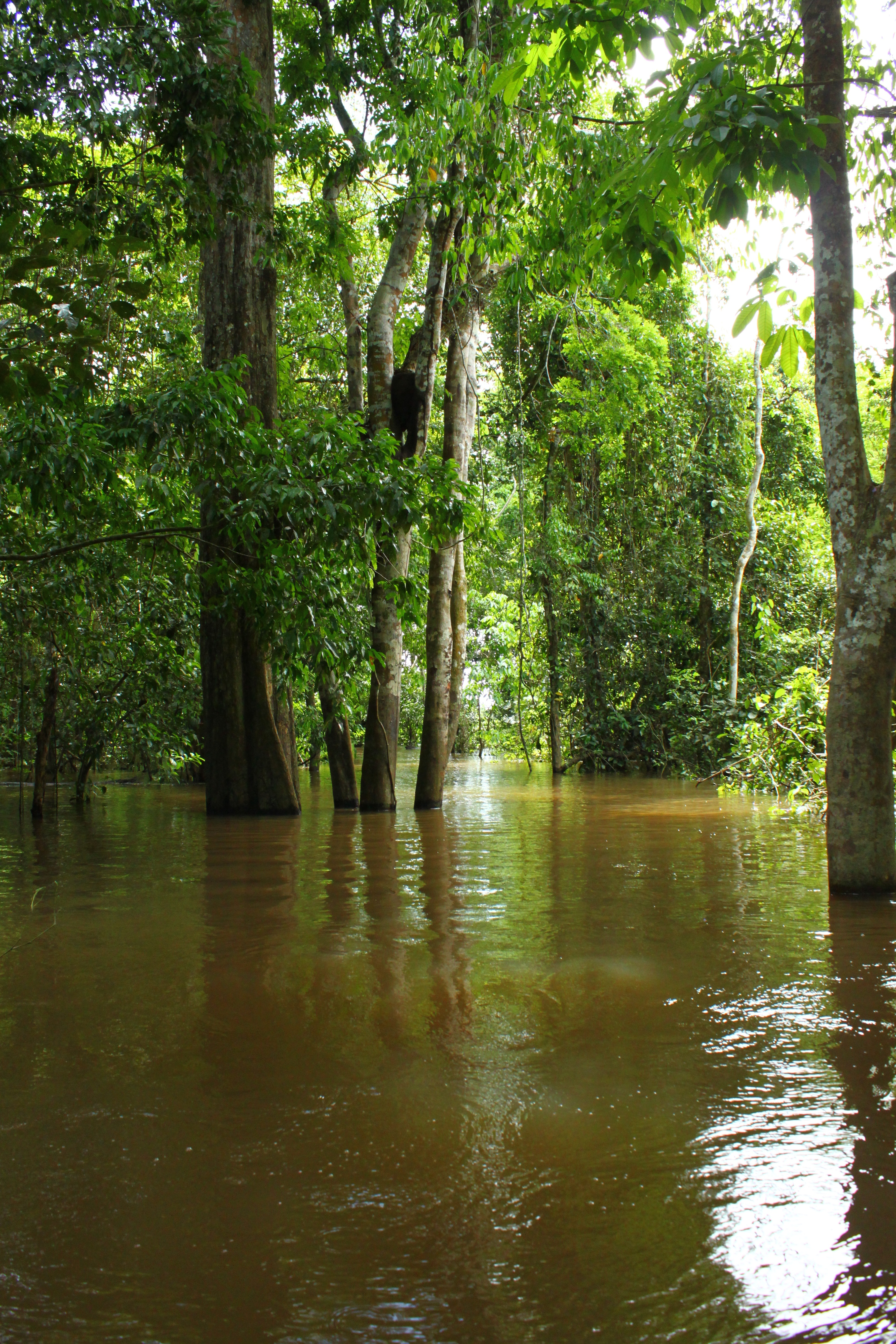
Rừng bị ngập lụt
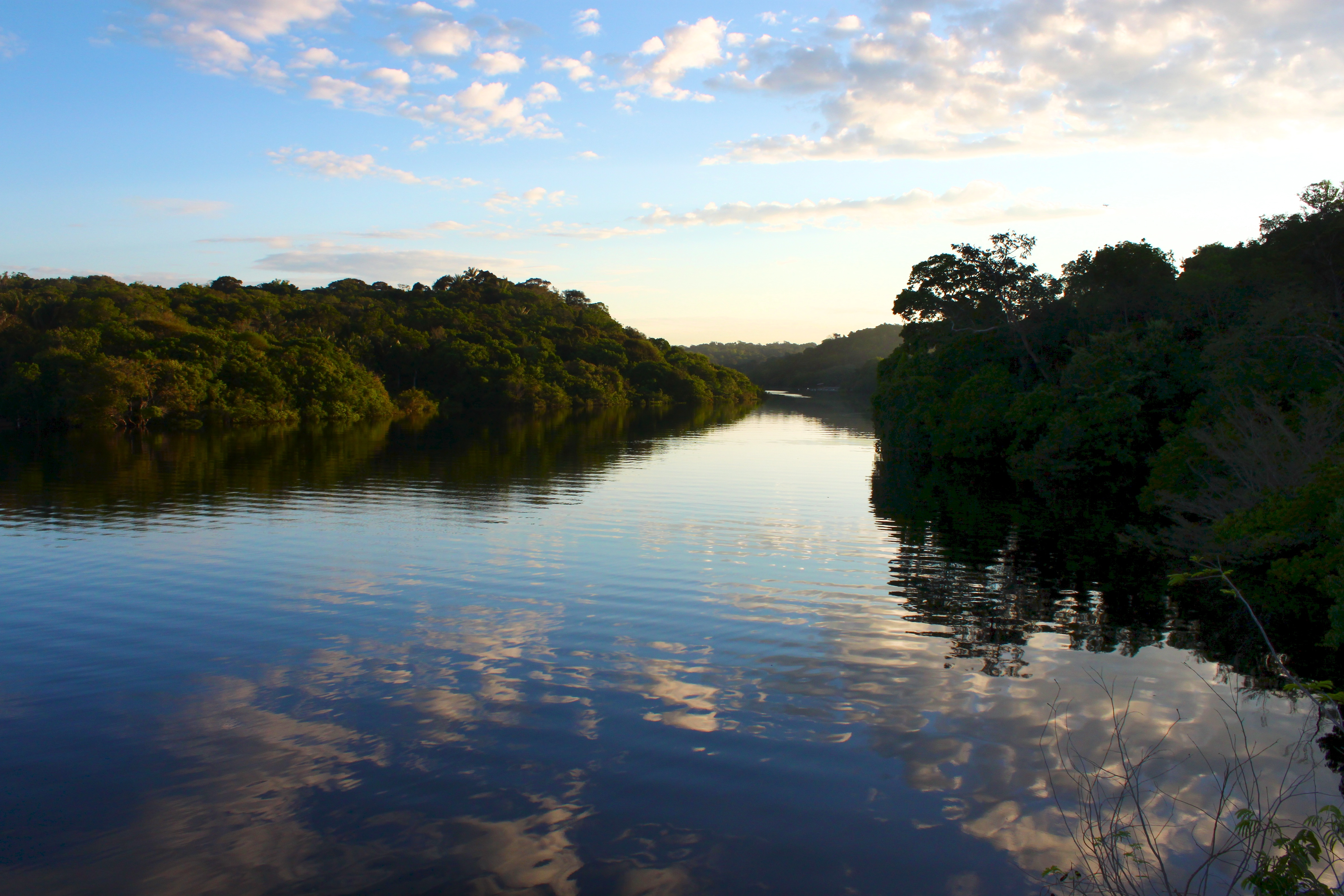
Bình minh
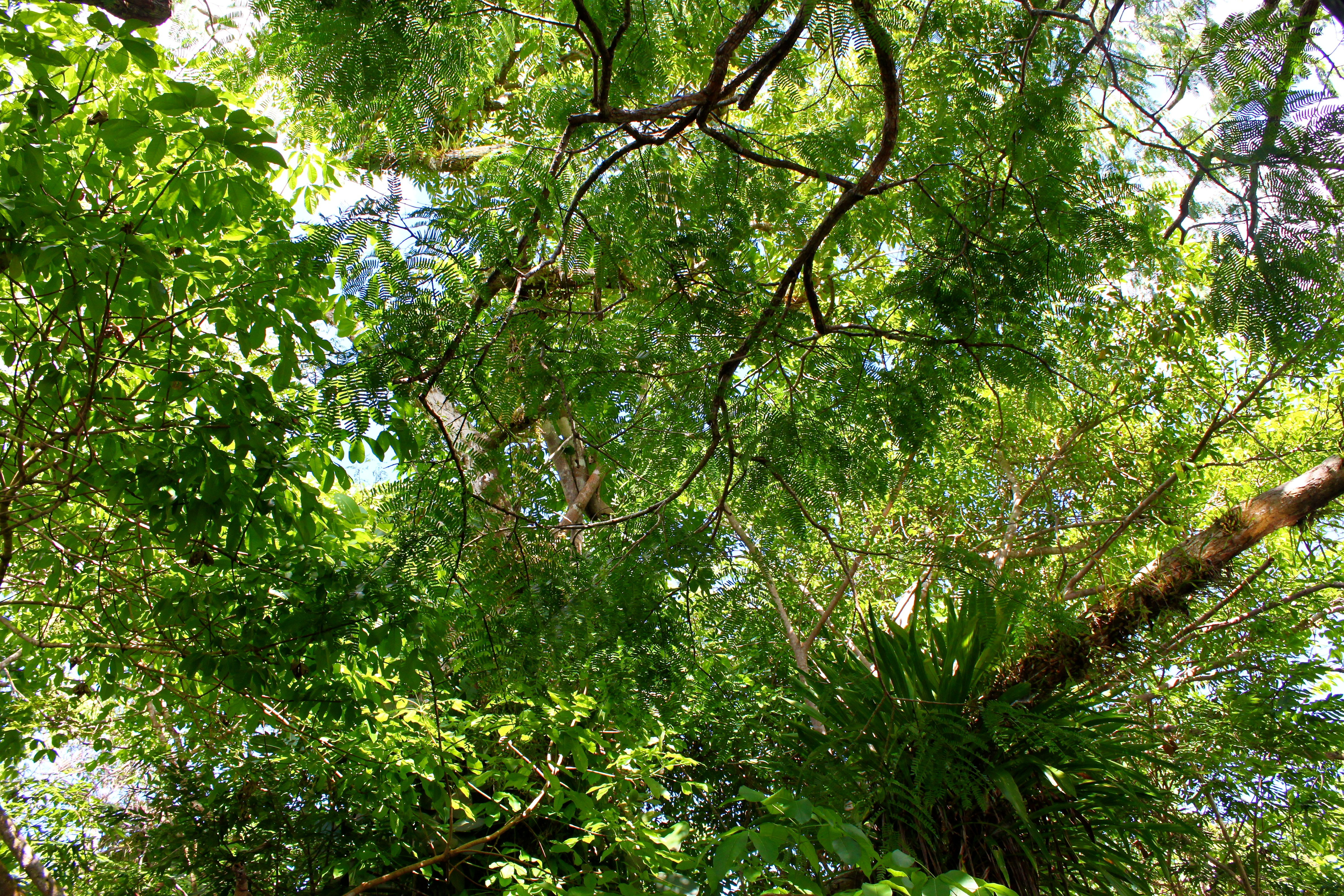
Thảm thực vật
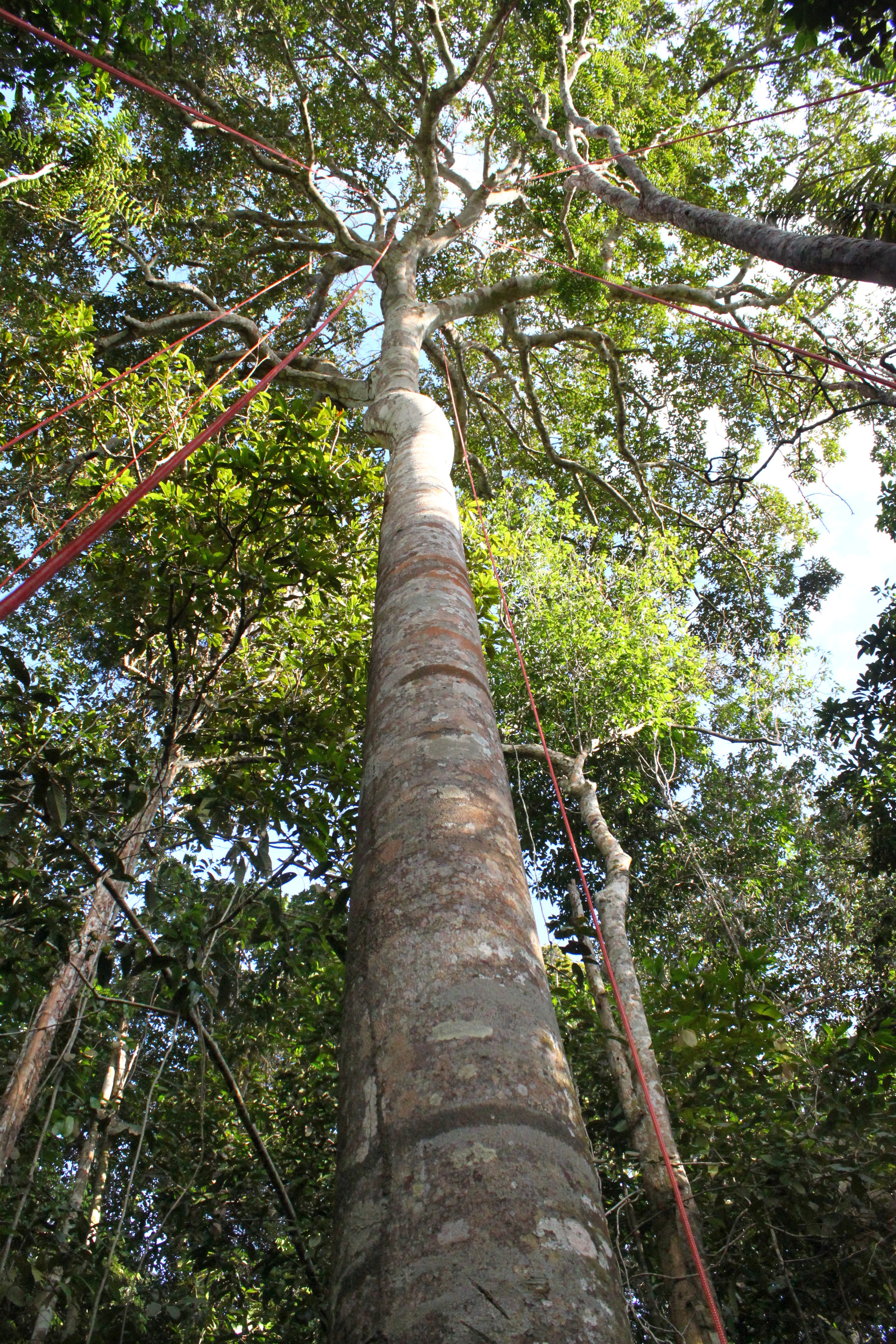
Castanheira với dây thừng cho khách du lịch leo